# Stictea
Stictea is een geslacht van vlinders uit de familie van de Tortricidae (Bladrollers). Het geslacht werd voor het eerst wetenschappelijk beschreven door Achille Guenée in 1845.

## Soorten
Het genus bevat de volgende soorten:

- Stictea charopa (Meyrick, 1888)
- Stictea coriariae (Oku, 1974)
- Stictea cryptosema (Diakonoff, 1983)
- Stictea dilacerata (Meyrick, 1929)
- Stictea discobola (Diakonoff, 1968)
- Stictea dolopaea (Meyrick, 1905)
- Stictea emplasta (Meyrick, 1901)
- Stictea glaucothoe (Meyrick, 1927)
- Stictea infensa (Meyrick, 1911)
- Stictea inobtrusa (Diakonoff, 1968)
- Stictea macropetana (Meyrick, 1881)
- Stictea mygindiana (Denis & Schiffermüller, 1775)